# 包头路31号甲祥福洋行公寓
包头路31号甲祥福洋行公寓是位于中国山东省青岛市市北区包头路31号甲的一座公寓，约建于1908年以前，最初为德占时期地产公司祥福洋行所建设，现为市北区不可移动文物。

## 历史
随着1904年胶济铁路全线通车及青岛大港一号、二号码头建成，青岛城区北部的港埠区（德語：Hafenviertel）愈加重要。位于德意志街（Deutschlandstraße，今包头路）的15街区于1905年即被德国人阿尔弗雷德·希姆森（Alfred Siemssen）创办的祥福洋行地产公司购得。约1908年前，祥福洋行在此建设了一栋公寓楼，即今包头路31号甲建筑。1914年日军占领青岛后，祥福洋行地产被全部没收。该建筑后来成为官产，1934年以前，该建筑曾同时为青岛市国术馆第二办事处、国民党青岛市第四区党部图书馆、蛋业公会所使用。1934年，因市立绥远路二部制小学（今包头路小学，绥远路1950年代因绥远省撤销而改称包头路）校舍简陋，经青岛市政府协调磋商，该建筑内单位于当年11月10日前全部迁出，房屋拨予绥远路小学作为校舍。绥远路小学后来迁至该楼对面，即今包头路40号校址，迁址时间不详。该楼2000至2010年代曾为宾馆，现闲置。2006年5月20日，该建筑列入第二批青岛市历史优秀建筑。该建筑现已列入市北区未定级不可移动文物名单。

## 建筑特色
包头路31号甲祥福洋行公寓楼高2层，正立面两翼建有两处较大的曲线山墙，中央起样式相似但尺度较小的山墙加以重复，外墙窗户为带有圆角的方窗，建筑整体具有典型的祥福洋行所建公寓楼的风格特点。

## 图集
- 建造时的包头路31号甲祥福洋行公寓，楼前右侧两名骑马者为希姆森夫妇
- 建成之初的包头路31号甲祥福洋行公寓
- 市立绥远路二部制小学校舍，1930年代
- 包头路31号甲祥福洋行公寓现貌，2021年6月